# Claudia Antonelli
Claudia Antonelli (04 de setembro de 1987, Chiavari, Ligúria, Gênova, Itália) é uma ex-atriz pornô italiana.

## Biografia
Claudia Antonelli nasceu em 1987 em Gênova, Itália. Ela trabalhou como estrela pornô de 2006 a 2010. Além do italiano, ele também sabe inglês e espanhol.

## Filmografia
- 2006 – Dietro Da Impazzire 8;[4]
- 2007 – Cool Babe;[5]
- 2007 – Piacere! Claudia;[6]
- 2007 – Claudia's Holiday;[7]
- 2007 – Intime Fantasien 3;[8]
- 2007 – Luna's Angel;[9]
- 2008 – Mente criminale.[10]